# Lavocikin LaGG-3
Lavocikin-Gorbunov-Gudkov LaGG-3 (în limba rusă:Лавочкин-Горбунов-Гудков ЛаГГ-3) a fost un avion vânătoare fabricat și folosit de Uniunea Sovietică în cel de-al Doilea Război Mondial. Era o îmbunătățire a tipului LaGG-1, fiind unul din cele mai moderne avioane ale URSS în momentul atacului german din 1941.
Cu toate că avea structură din lemn, avionul era prea greu. S-au construit la Tbilisi 6.528, după care linia de fabricație a fost trecută pe producția de Iak-3.

## Specificații
Caracteristici generale
- Echipaj:1
- Lungime: 8,81 m
- Anvergură: 9,80 m
- Înălțime: 2,54m
- Suprafața aripilor: 17,4 m2
- Greutate goală : 2.205 kg
- Greutate încărcată: 2.620 kg

LaGG-3

- Motor: 1 x motor V-12  tip Klimov M-105PF de 924 kW (1.260 CP)

Performanțe
- Viteza maximă: 575 km/h
- Raza de acțiune: 1.000 km
- Plafon practic de zbor: 9.700 m
- Viteza de urcare: 14,9 m/s
- Sarcină unitară pe aripă: 150 kg/m2
- Putere/masă: 350 W/kg

Armament
- 1x tun ShVAK de 20 mm
- 2 x mitraliere Berezin BS de 12,7 mm
- 6 x rachete RS-82 sau RS-132 până la 200 kg

## Operatori
- Uniunea Sovietică
- Finlanda
- Format:NIP
- Germania Nazistă